# NGC 4985
NGC 4985 é uma galáxia lenticular (S0) localizada na direcção da constelação de Canes Venatici. Possui uma declinação de +41° 40' 37" e uma ascensão recta de 13 horas, 08 minutos e 12,0 segundos.
A galáxia NGC 4985 foi descoberta em 9 de Abril de 1787 por William Herschel.